# Siriuskogl
Der Siriuskogl (auch Siriuskogel geschrieben, alt: Hundskogel) ist ein 599 m ü. A. hoher Stadtberg von Bad Ischl im Salzkammergut in Oberösterreich.

## Lage und Landschaft

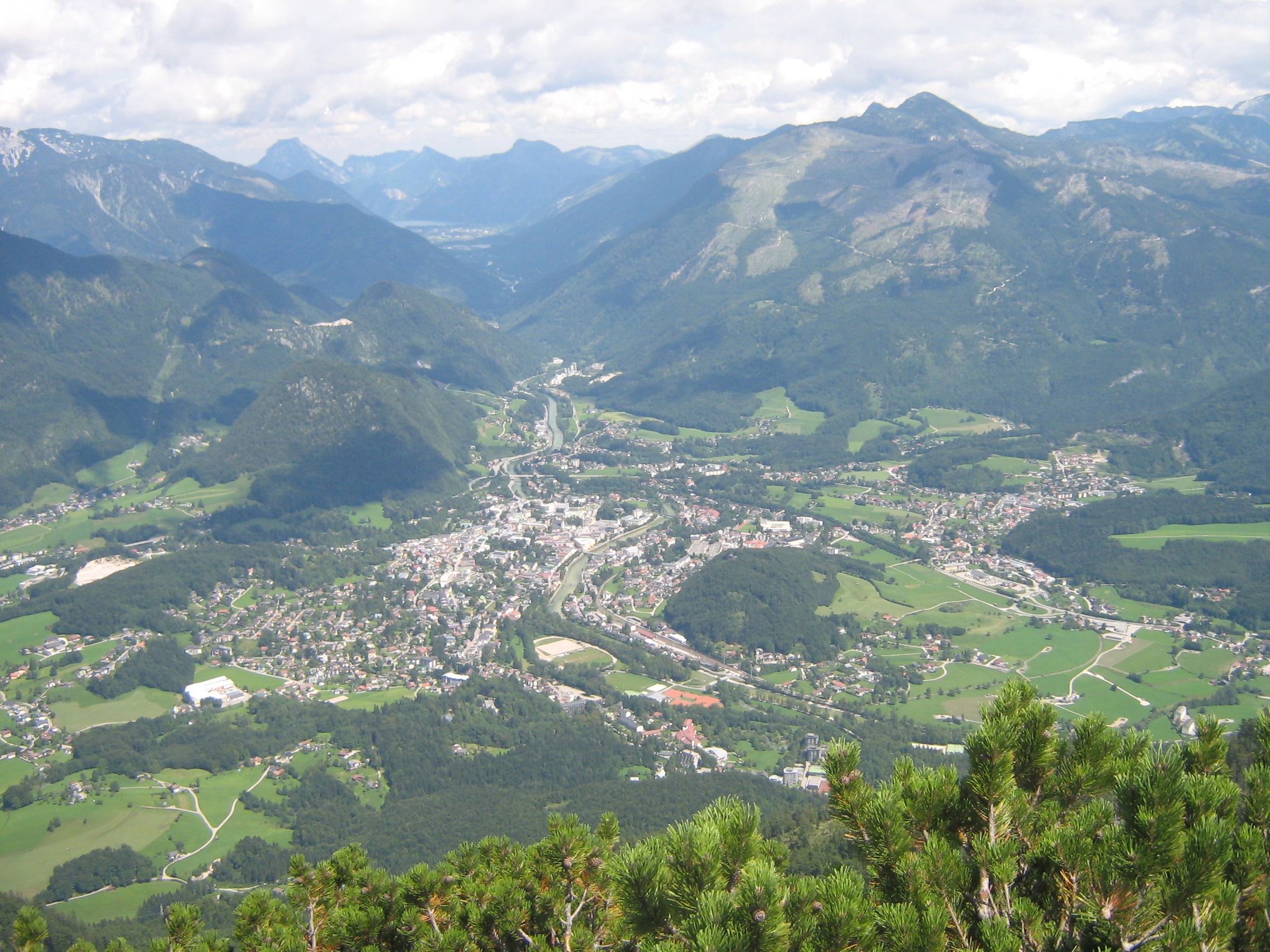
Becken von Ischl, Trauntalauswärts, mit Jainzenberg, Kalvarienberg und Siriuskogel (hinten die Hohe Schrott; von der Katrin)

Der Siriuskogl liegt südlich des Ischler Stadtzentrums, als Inselberg mitten im Ischler Becken.
Er erhebt sich am Ufer der Traun, die den Berg im Westen und Norden umfließt, etwa 100 Meter über den Talboden. Der Sulzbach fließt südlich des Bergs und mündet in die Traun. Das Zentrum Bad Ischls liegt nordöstlich des Bergs am jenseitigen Ufer der Traun, flussaufwärts anschließend der Stadtteil Kaltenbach, und direkt am Bergfuß der Ischler Güterbahnhof der Salzkammergutbahn. Östlich des Bergs befinden sich die Landesklinik Bad Ischl (Salzkammergut-Klinikum) sowie eine Höhere Bundeslehranstalt. Südlich befindet sich der Stadtteil Sulzbach, und südöstlich jenseits der Salzkammergutstraße (B145) Reiterndorf.
Der Siriuskogl ist bewaldet, zumeist mit Mischwald. Der Berg wird orographisch zum Toten Gebirge gerechnet.

## Geologie
Der Berg ist eine Scholle Hallstätter Kalk aus dem Norium (Obertrias, vor ca. 230–210 Mio. Jahren). Der graue Kalk ist fossilienreich. Ernst Kittl beschrieb hier schon Anfang des 20. Jahrhunderts neue Spezies des Zooplankton, kleine Schwebegarnelen (Mysidacea), die er der nach dem Berg benannten Gattung Siriella zuordnete.
In den Eiszeiten wurde der Siriuskogl nach Abschmelzen des Traungletschers als Inselberg stehengelassen. Am Berg liegt ein zweiteiliger Felsblock, der Einsiedlerstein, ein Findling. Er ist ein erratischer Dolomit aus dem inneren Salzkammergut.

## Geschichte, Erschließung und Sehenswürdigkeiten

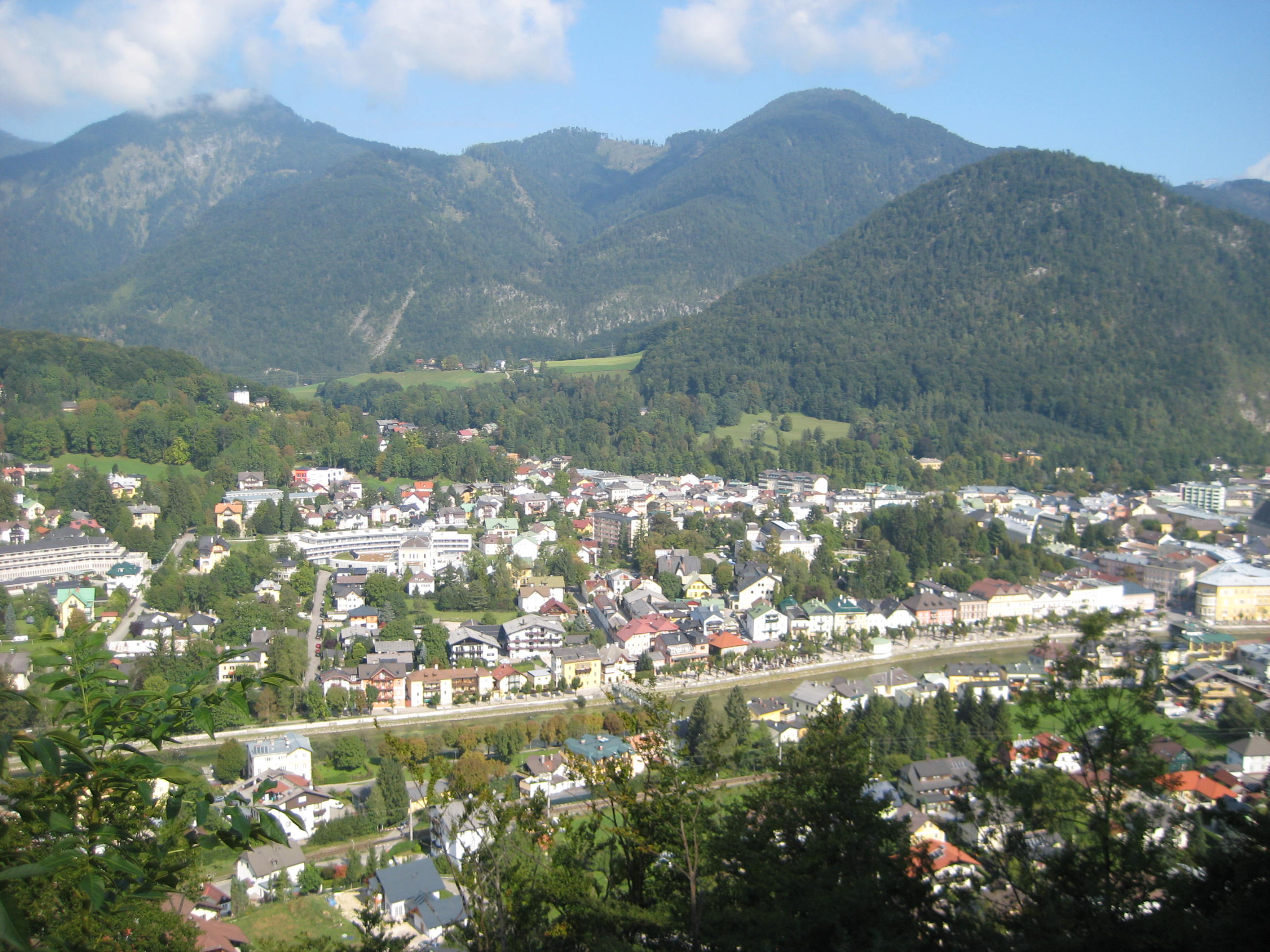
Blick auf Bad Ischl vom Siriuskogl (hinten Zimnitz/Leonsberg)

Der kleine Berg hieß ursprünglich Hundskogel, und wurde erst im Zuge der beginnenden Sommerfrische im Salzkammergut mit einem attraktiveren Namen versehen: Sirius, der „Hundsstern“, ist der Hauptstern des Sternbilds Großer Hund.
In der Zeit entstanden auch erste Lustanlagen, taleinwärts gerichtet Wi[e]rer’s Sonnenschirm und Hain, zwei 1825 respektive 1826 von Ritter von Wierer, dem Stifter der Trinkkolonnade im Ort, eingerichtete Platzerl, sowie Henrietten’s Unruhe und Henrietten’s Ruhe (oder Höhe) auf dem Gipfel, 1825 respektive 1833 von der Großhändlersgattin Henriette Walter gestiftet.
Um den Berg führt heute ein Rundwanderweg von geringerer Schwierigkeit. In der Verlängerung der Siriuskoglgasse führt ein Fahrweg von Norden zum Gipfel, dorthin führt ein weiterer Weg von Südwesten als Verlängerung des Vertrauenwegs.
Östlich des Gipfels liegt am Wanderweg im Zuge der Siriuskoglgasse der Einsiedlerstein, auch Hexenstein oder Adlerstein genannt. Das Naturdenkmal ist ein Geotop.

### Siriuskogelwarte

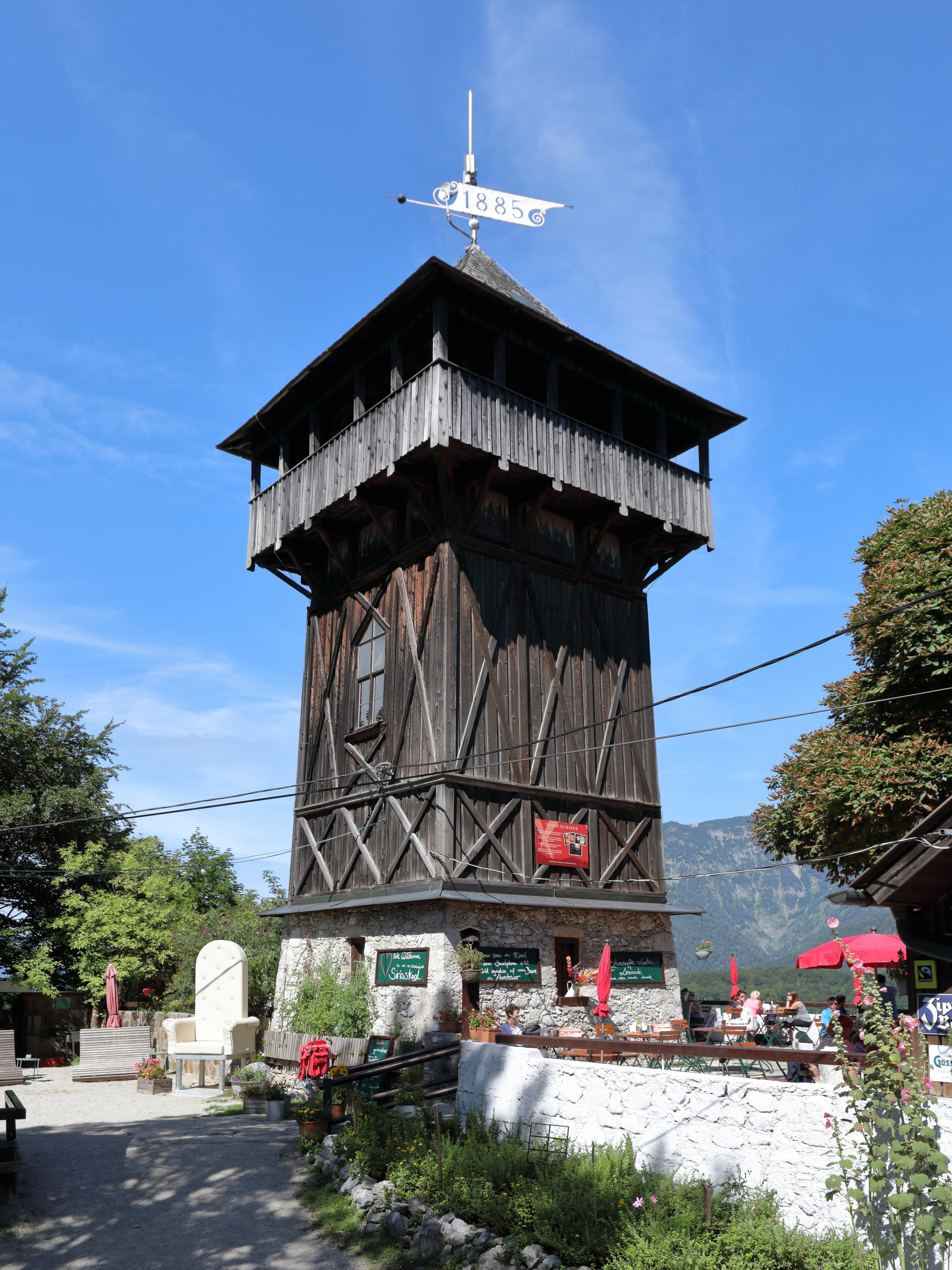
Aussichtsturm am Gipfel

Auf dem Gipfel wurde 1885 ein hölzerner Aussichtsturm auf einem Steinsockel errichtet, zu dem zunächst nur ein Weg hinauf führte. Er hieß ursprünglich Kaiser-Franz-Josef-Warte, wird heute aber Siriuskogelwarte genannt.  Der Bau fiel in die Zeit, in der Ischl als kaiserliche Sommerresidenz in hoher Blüte stand. Der Aussichtsturm wurde mehrfach renoviert, zuletzt in den Jahren 1997 und 2006. Er steht unter Denkmalschutz. Auf der Warte gibt es ein kostenloses Fernrohr und ein Turmbuch, in welches Wanderer sich eintragen können.
Dort steht auch ein Gasthaus mit Gastgarten. Es ist im Besitz der Stadt Bad Ischl und wird verpachtet. Es war wie der Aussichtsturm im Jahr 2005 geschlossen, wurde überholt und im Jahr 2006 neu verpachtet.
Im Februar 2008 schrieb die Stadt die Verpachtung neu aus. Das Bergrestaurant wurde im Mai 2008 wieder eröffnet. In der Gaststätte finden Konzerte und andere Veranstaltungen wie Trachtenbälle statt.
Zur Versorgung des Gasthauses dient eine Seilbahn auf der westlichen Seite des Bergs, die bis 1992 auch Personen beförderte, nun jedoch ausschließlich als Transportlift genutzt wird. Sie wurde 1948 erbaut.
Im Jahr 2006 ließ die Stadt Bad Ischl den Wanderweg, der von Norden bergaufwärts führt, verbreitern und mit Schotter befestigen, um die Versorgung des Gasthauses Siriuskogl zu erleichtern. Der Ausbau „als Straße“ stieß auf Protest in Bad Ischl, der im Juli 2007 zu einer Kranzniederlegung am Einsiedlerstein demonstriert wurde.

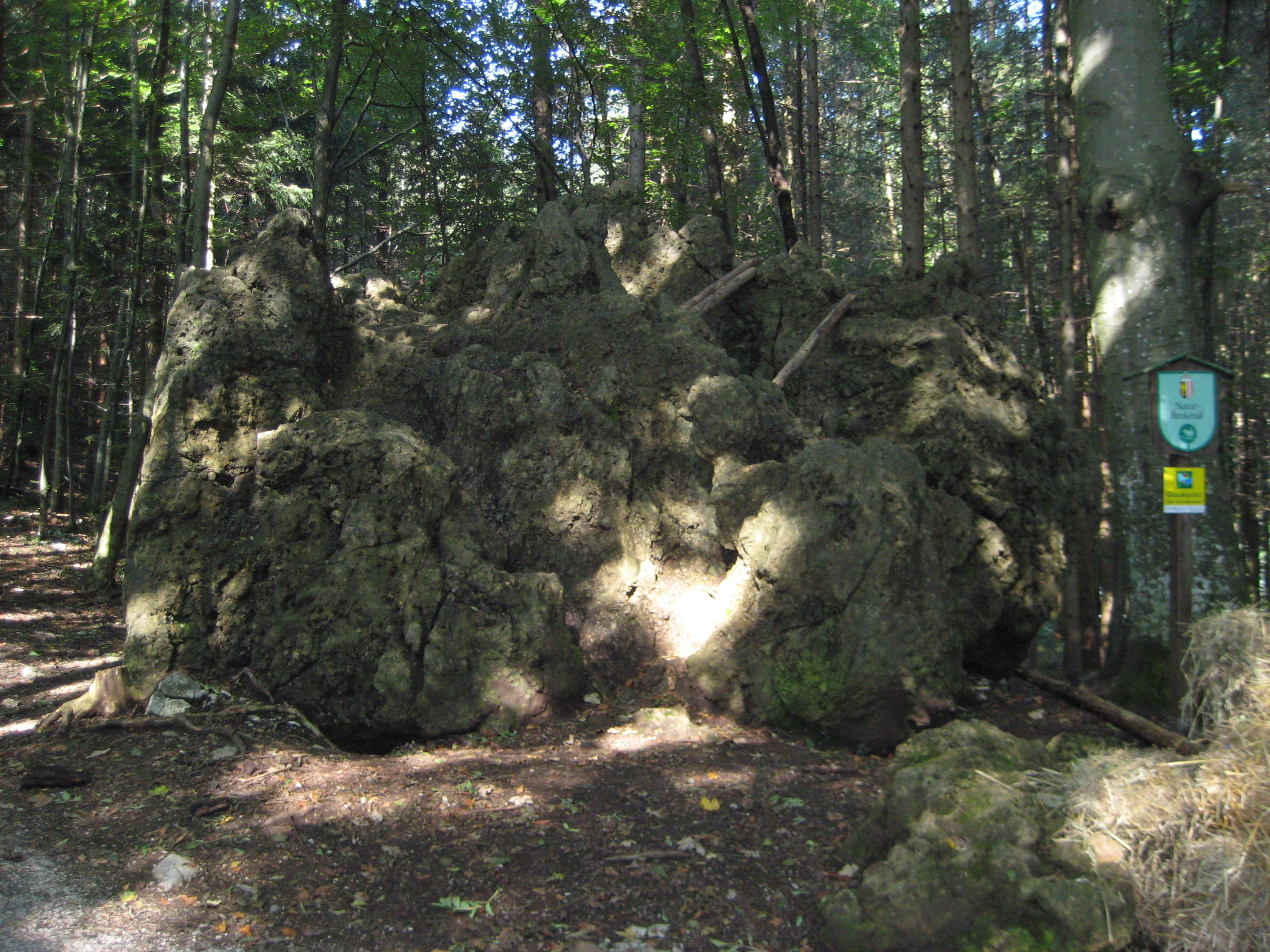
Naturdenkmal Einsiedlerstein
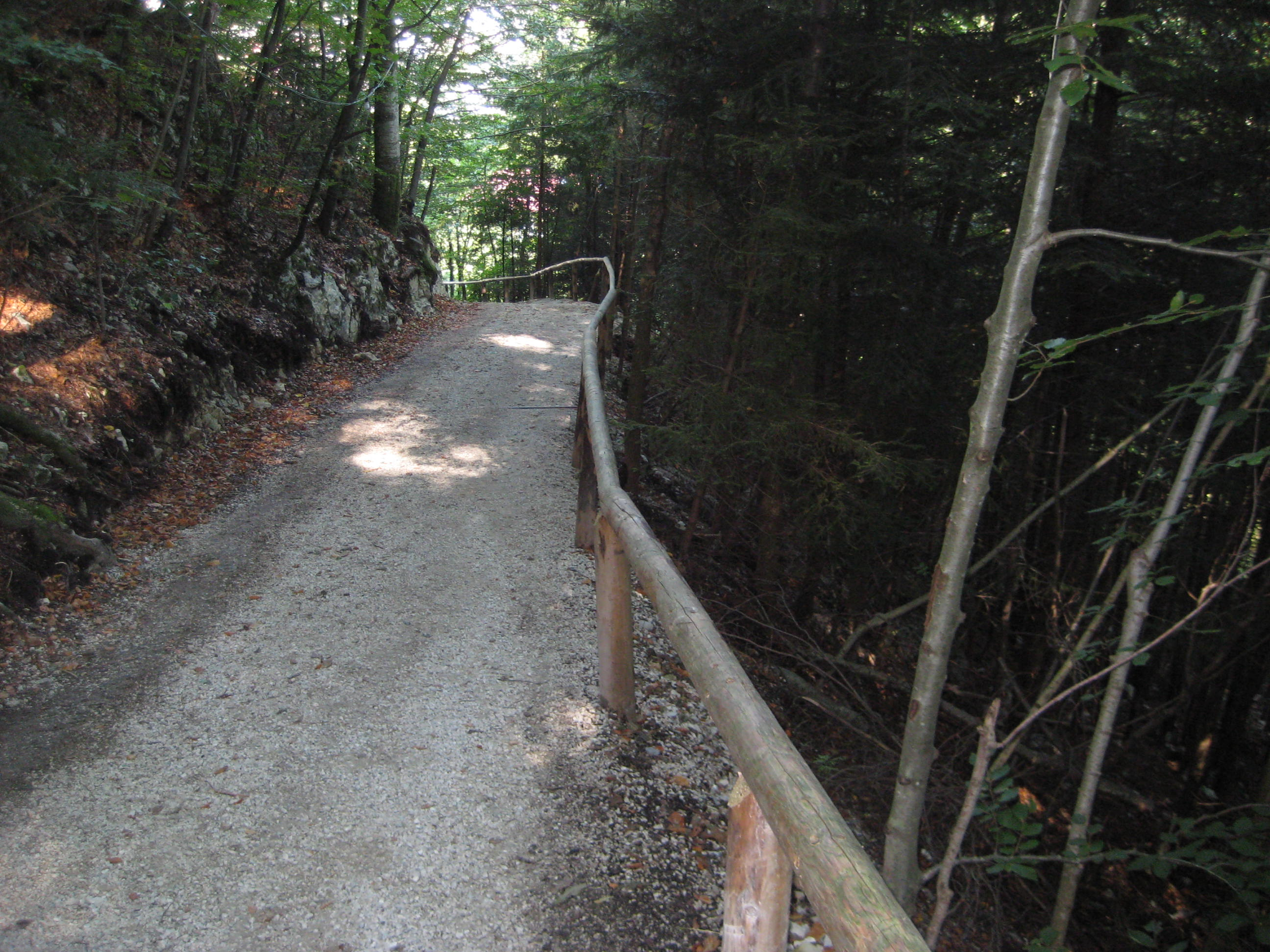
Ausgebauter Wanderweg zum Gipfel
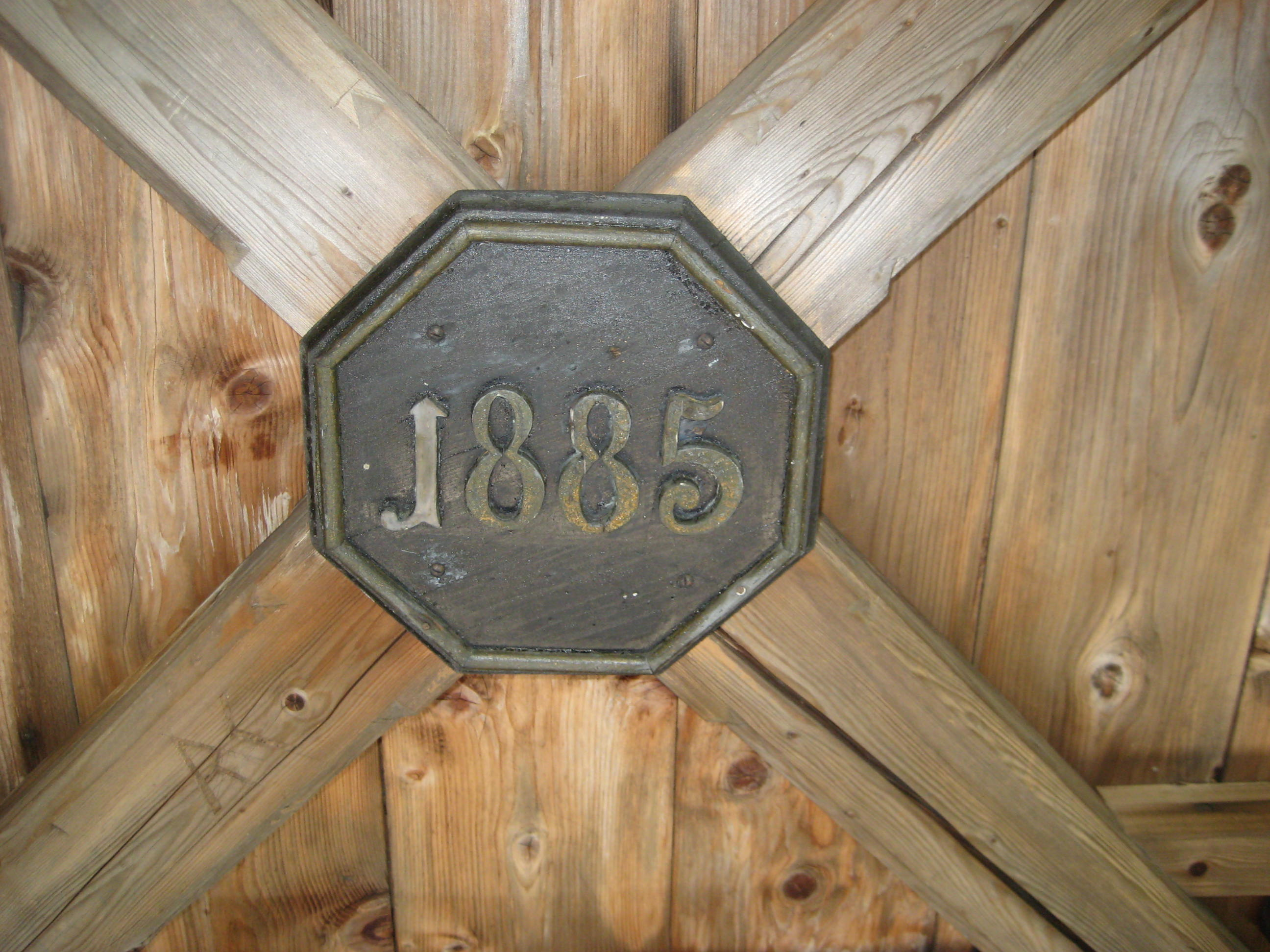
Plakette an der Decke der Aussichtsturm-Plattform
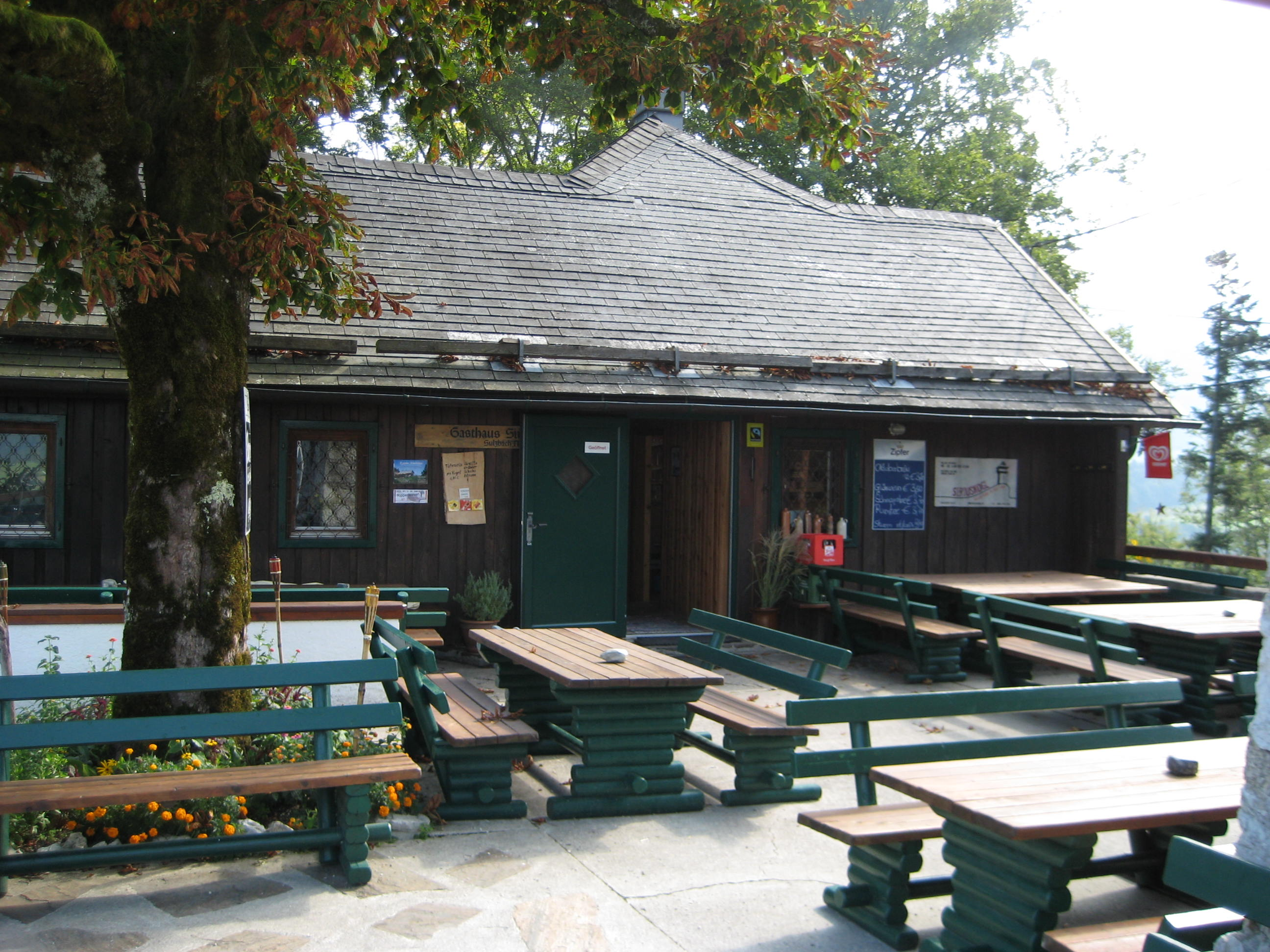
Berggasthaus